# Volkartia
Volkartia es un género de hongos tipo levadura en la familia Protomycetaceae.